# Giovanni Priuli
Giovanni Priuli (Venezia, 1575 o 1580 – Vienna, 1629) è stato un compositore e organista italiano del primo barocco.

## Biografia
Fu organista in San Marco a Venezia e forse alla corte di Urbino; dal 1614 alla morte fu al servizio dell'arciduca Ferdinando d'Austria. Compose madrigali molto apprezzati da Schütz e musica sacra per voci e strumenti in cui un vivace stile concertato di ascendenza veneta si alterna con melodie di forte suggestione.